# Бистршиці (Фридек-Містек)
Бистршиці, Бистржіце (на тешинському діалекті Bystrzica, пол. Bystrzyca, нім. Bistritz) — село в Чехії, округ Фридек-Містек, Моравсько-Сілезький край. Тут мешкає приблизно 5300 осіб, з яких третина — поляки. За чисельністю населення це найбільший муніципалітет Чехії без статусу міста чи селища.

## Географія
Через село протікає річка Ольше, відповідно до якої воно має ознаку кадастрової території. Сусідніми муніципалітетами є Нидек, Градек і Вендринє.

## Історія
Найстаріший задокументований письмовий звіт про Бистржіце міститься в копії документа, виданого князем Болеславом I (1409—1431). Інший запис міститься в привілеї тешинського князя від 1470 року, який надав першому поселенцю в околицях землю з правом заснувати млин з одним колесом і корчму, створивши таким чином спадкову вотчину. Це підтвердив князь Казимир ІІ у 1503 р. та неодноразово (на прохання бурмістра Яна Штурча) у 1595 р. князь Адам Вацлав, який дозволив додати до млина друге млинове колесо, але водночас нав'язав власникам с. муніципальне місце орендує землю та млин, так званий «Формаман» — податок натурою, що доставляється до замку Тешин, і десятину зерном для священника з Вендринє. Назва поселення вперше згадується в 1523 році в списку сіл, зобов'язаних брати пиво з міської пивоварні в Тешині.
Заселення нового села йшло повільно. Довгий час переселенці будували свої садиби, розкидані по луках і лісових галявинах. Через бідність ґрунту вони також займалися скотарством. Одним із перших поселенців був Єжи Валах, який оселився на так званому «розкопі». У 16 столітті мешканці Бистржіце випасали худобу переважно на луках поблизу Ользи. У наступні століття пасовища перемістилися в гори. У 1577 році в селі проживало близько 300 жителів, з них 22 селяни, 6 дрібних землеробів (городників і плодівників), 1 мірошник і 1 фортець (всього 30 сідел). З часів Реформації більшість мешканців села були протестантами. Це зауваження було зроблено у звіті про візитацію архідиякона Ополя від 1679 р. Після видання патенту толерантності в 1782 р. 84 особи залишили Католицьку Церкву, так що в 1784 р. було лише 37 католиків. У 1782 році була заснована перша Бистрицька школа і тоді ж була заснована євангельська громада. Мовою навчання в школі була місцева говірка. У дев'ятнадцятому столітті кількість віруючих католиків зросла до 269 у 1910 році. Бистрице й досі залишається одним із найбільш протестантських сіл у Заольжі. У 1916 році в Бистржіце була заснована адвентистська громада.
У першій половині дев'ятнадцятого століття в Бистржіце було багато робітників, які щороку мігрували працювати на «варіння» нітрату калію в сучасну Словаччину. У ХІХ столітті село було відомим центром виробництва мережива. Шнурки використовували для виробництва мереживного взуття та для головних уборів, які були частиною тешинського та горянського костюмів. Водночас в околицях видобували залізну руду для металургійного заводу в Тршинці. Трохи пізніше в Бистржеці почали виготовляти великі віники для потреб Тршинецького заводу. Значною подією в історії міста було введення в експлуатацію залізниці Кошице-Богумін (1871—1875).
Згідно з австрійським переписом населення 1910 року в Бистржіце проживало 2426 осіб, з них 2382 (98,2 %) поляки, 13 (0,5 %) чехи і 31 (1,3 %) німці.